# Paepalanthus barbiger
Paepalanthus barbiger är en gräsväxtart som beskrevs av Silveira. Paepalanthus barbiger ingår i släktet Paepalanthus och familjen Eriocaulaceae. Inga underarter finns listade i Catalogue of Life.